# 弗拉基米爾和蘇茲達爾的白色古蹟群
弗拉基米爾和蘇茲達爾的白色古蹟群是俄羅斯的一處世界文化遺產，包括弗拉基米爾和蘇茲達爾的數座教堂、修道院和城塞建築。這些建築以其使用大理石建造的精巧浮雕和白色外牆而聞名。這些建築始建於12世紀，後因蒙古人的入侵而停止。現在這些建築則是俄羅斯的拜占庭式建築的代表作。
登錄為世界遺產的弗拉基米爾和蘇茲達爾的白色古蹟群包括了八座建築：聖母安息主教座堂、弗拉基米爾金門、聖德米特里主教座堂、基捷克沙教堂、蘇茲達爾克里姆林、安德烈·博戈柳布斯基城堡、聖歐蒂米奧救世主修道院、涅爾利代禱教堂。